# Плаович, Радомир
Радомир Раша Плаович (серб. Радомир Раша Плаовић; 20 февраля 1899, Уб, Королевство Сербия — 29 октября 1977, Белград, СФРЮ) — югославский актёр, театральный режиссёр, драматург, эссеист, педагог. Один из ведущих театральных деятелей Югославии. Лауреат государственной премии СФРЮ (1949).

## Биография
Изучал философию и гражданское строительство в Белградском университете. Будучи студентом, играл в любительских спектаклях.
Творческую деятельность начал на сцене Народного театра в Белграде в 1921 году. С 1922 — член основного состава театра. Талантливый актёр, один из самых выдающихся югославских театральных художников, сильно повлиявший на развитие театра в Сербии.
Снялся в 11 кинофильмах.
В 1930 начал режиссёрскую деятельность с постановки в Национальном театре Белграда пьес «Немане» Драгошевича, затем — «Господа Глембаевы» М. Крлежа (1945), «Гамлет» (1946), «Юлий Цезарь» (1948) и «Венецианский купец» (1950) Шекспира.
Являлся последователем системы К. С. Станиславского. В 1952—1956 преподавал в Академии театрального искусства в Белграде.
Автор книг по вопросам театрального искусства, пьес «Царь Давид» и др.

## Драмы
- 1935 — «Вода са планине» (в соавт.),
- 1939 — «Растанак на мосту» (в соавт.),
- 1940 — «Када је среда петак је»,
- 1961 — «Цар Давид»

## Эссе
- 1948 — «О пажњи»,
- 1948 — «О радњи-збивању»,
- 1948 — «О машти»,
- 1948 — «О специфичним елементима глуме»,
- 1950 — «Елементи глуме»,
- 1950 — «Обрада драмске улоге»,
- 1951 — «О рецитацији»,
- 1953 — «Режија и глума»,

## Избранные театральные роли
- Гамлет (Государственная премия, 1949),
- Антонио («Юлий Цезарь»),
- Яго («Отелло»)
- доктор Морган и Леон («Артей» и «Господа Глембаевы» Крлежи) и др.

## Избранные роли в кино
- 1951 — Његош (короткометражный)
- 1953 — Циганка — Митке
- 1953 — Општинско дете — Владыка
- 1955 — Лжецарь — Князь
- 1957 — Крвава кошуља
- 1958 — Случај у трамвају (ТВ) — Инженер
- 1966 — Балада о повратку (ТВ)
- 1967 — Седам Хамлета (сериал)
- 1975 — Сведоци оптужбе (ТВ)

## Память
- Имя Радомира Плаовича присвоено одной из 2-х сцен Национального театра в Белграде (на 300 мест) и театру в г. Уб
- В 1988 году была учреждена ежегодная премия имени Раши Плаовича за лучшую мужскую роль в театрах Белграда.